# Auguste Michant
Auguste Albert Joseph Michant (Etterbeek, 11 febbraio 1876 – ...) è stato un pallanuotista belga, di ruolo portiere.

## Carriera
Partecipò alle Olimpiadi di Parigi 1900 nel Brussels Swimming and Water Polo Club, rappresentante del Belgio nel torneo di pallanuoto. La squadra belga vinse prima 2-0 contro i francesi del Pupilles de Neptune de Lille#1, poi travolsero 5-1 un'altra squadra francese, le Libellule de Paris. In finale vennero battuti 7-2 dagli inglesi dell'Osborne Swimming Club #1, piazzandosi sul secondo gradino del podio e conquistando la medaglia d'argento. Otto anni dopo partecipa alle Olimpiadi di Londra con la Nazionale belga e la sua squadra si piazza nuovamente seconda.

## Palmarès
- Argento ai Giochi olimpici di Parigi 1900
- Argento ai Giochi olimpici di Londra 1908